# 杉浦慶子
杉浦 慶子（すぎうら けいこ、1987年9月2日 - ）は、日本の声優、舞台女優。東京都出身。演劇集団 円、円企画所属。東京アナウンス学院卒業。

## 出演
太字はメインキャラクター。

### 舞台
2011年
- ポムカンパニー
  - 広島に原爆を落とす日

- プルメリアカフェ
  - 俺の屍を越えていけ

- 天才劇団バカバッカ
  - マイリトルシスター

2012年
- 東京セレソンデラックス
  - ピリオド

- ポムカンパニー
  - 空に哭く

- 演劇集団 円
  - 三人姉妹

- 文月堂
  - チェインソング -挙げ句の果てに夜は明けにけり-

2013年
- 演劇集団 円
  - クライムス・オブ・ザ・ハート
  - 夏ノ方舟

2017年
- 茶話会
  - 蛇には、蛇を

2019年
- ここかしこの風
  - Alex -アレックス-

2023年
- 演劇集団 円
  - ペリクリーズ
  - 孤児のミューズたち

### ドラマ
- おいハンサム!!2 第2話（2024年4月13日、東海テレビ・フジテレビ） - 肉屋（タン） 役[2]

### 吹き替え

#### 映画
- アーミー・オブ・シーブズ
- 愛の行方（シェナイ）
- ANNIE/アニー（オーディションママ[3]）
- ウーマン・キング 無敵の女戦士たち（イゾギ〈ラシャーナ・リンチ〉[4]）
- エクスペンダブル・レディズ（レイヴン〈ヴィヴィカ・A・フォックス〉）
- オーシャンズ8（コンスタンス〈オークワフィナ〉[5]）
- ハッシュパピー 〜バスタブ島の少女〜（リトルジョー）
- バトル・ハザード（リン）
- ビトウィーン・トゥ・ファーンズ: ザ・ムービー（本人役〈オークワフィナ〉）
- ファンタスティック・ビーストと魔法使いの旅（エスポジト夫人〈エリー・ハディントン〉）
- フライト・ゲーム（グウェン〈ルピタ・ニョンゴ〉）
- リベンジ・マッチ

#### テレビドラマ
- アンフォゲッタブル 完全記憶捜査
- GRIMM/グリム
- ゲーム・オブ・スローンズ（蛙のマギー〈ジョディ・メイ〉、セプタ・ユネラ〈ハンナ・ワディンガム〉）
- CSI:15 科学捜査班 ザ・ファイナル
- スタートレック:ディスカバリー シーズン3（ンドイエ）
- SMASH（スー〈ジェニー・ラロッシュ〉）
- ナース・ジャッキー4
- THE 100/ハンドレッド（インドラ）
- ボルジア家2 愛と欲望の教皇一族
- Marvel ルーク・ケイジ（プリシラ・リドリー警視正〈カレン・ピットマン〉）
- メンタリスト3
- ワンス・アポン・ア・タイム

#### アニメ
- DCスーパーヒーロー・ガールズ（ジャイガンタ / ドリス）
- ハッピー フィート2 踊るペンギンレスキュー隊
- ファインディング・ドリー（デイジー）
- モンスターズ・ユニバーシティ（ロージー・レヴィン）
- モンスター・ホテル
- モンスター・ホテル クルーズ船の恋は危険がいっぱい?!（ヒュドラ[6]）

#### その他
- ハーフ・ザ・スカイ ハリウッドにできること

### テレビアニメ
- じょしらく（2012年、おばあちゃん3）
- ビーストサーガ（2013年、看護師長）
- ガンダム Gのレコンギスタ（2015年、チッカラ・デュアル）
- 神撃のバハムート VIRGIN SOUL（2017年、肉屋の妻、女性）

### 劇場アニメ
- コクリコ坂から（2011年）
- 夜明け告げるルーのうた（2017年、おばちゃん(1)、たかし）
- Gのレコンギスタ IV 激闘に叫ぶ愛（2022年、チッカラ・デュアル）
- Gのレコンギスタ Ⅴ 死線を越えて（2022年、チッカラ・デュアル）

### オーディオドラマ
- 世界の終わりの魔法使い（少年）
- 砂漠の王子とタンムズの樹（ウリウ）

### ゲーム
- DCスーパーヒーローガールズ ティーンパワー（2021年、ジャイガンタ / ドリス・ゼウル）
- モンスターストライク（2025年、アンコルウ[7]）

### アニメ漫画
- グラップラー刃牙(愚地夏恵)